# A Real Live One
A Real Live One е лайф албум издаден от британската хевиметъл група Айрън Мейдън през 1993 г. Въпреки че е лайф албум, не включва изпълнения от един концерт, а от различни концерти в Европа от турнето „Fear of the Dark“. Албумът включва изпълнения от периода „Somewhere in Time“ (1986) – „Fear of the Dark“ (1992), докато „A Real Dead One“ от периода преди „Somewhere in Time“. Класиране:№3 – Великобритания; №25 – Германия и Чехия; №30 – Швеция; №106 – САЩ.
Когато групата започва да пре-издава албумите си през 1998 г. A Real Live One и „A Real Dead One“ са комбинирани в компилацията „A Real Live Dead One“. За разлика от „Fear of the Dark“ обложката е направена от Дерек Ригс. „Fear of the Dark“ излиза като сингъл.

## Състав
- Брус Дикинсън – вокал
- Дейв Мъри – китара
- Яник Герс – китара
- Стив Харис – бас
- Нико Макбрейн – барабани

и
- Майкъл Кени – кийборд